# Naraniú

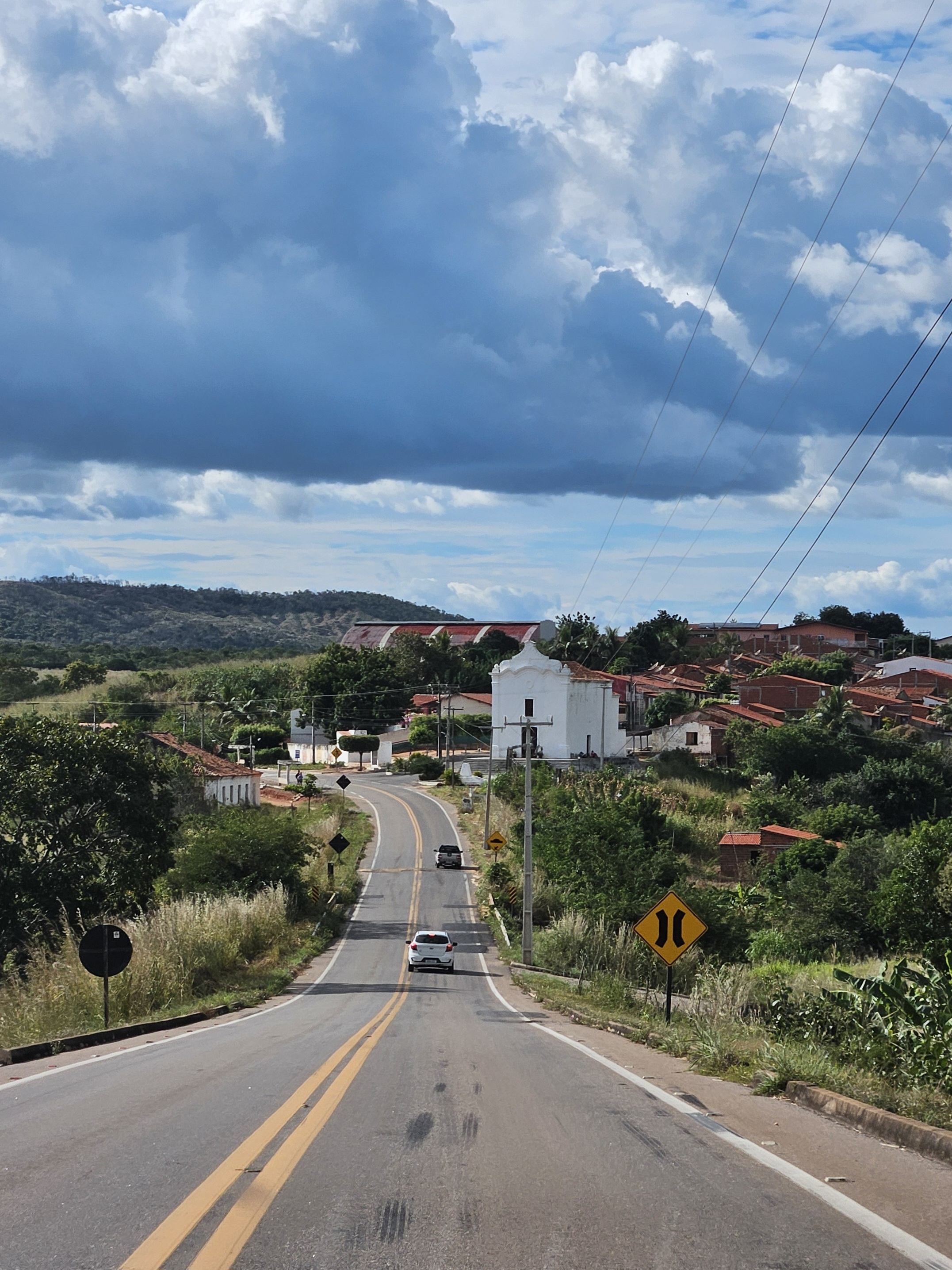
Foto semiaérea da vila-sede do distrito, em 2024.

Naraniú é um distrito pertencente ao município de Várzea Alegre no Ceará. Localizado na região do Cariri cearense, distante a 15 Km da sede do município, o distrito possui uma área de 204 Km² e uma composição de 31 sítios. O maior distrito do município em área territorial e população, segundo dados do IBGE. Sua criação deu-se através do (Decreto Estadual N° 1156) de 1933 colocando em extinção sua antiga denominação São Caetano e passando-se a ser chamado através do mesmo decreto de Naraniú, o distrito limita-se com os municípios de Cariús e Cedro, além da sede rural e o distrito de Canindezinho.

## História
Sendo um dos distritos do Brasil pertencente a zona rural do município de Várzea Alegre na mesorregião do Sul Cearense, situado na Microrregião de Várzea Alegre do Estado Cearense, fundado por João da Cunha Gadelha, a Vila São Caetano Sede do mesmo que possui a Capela de São Caetano que já foi freguesia paroquiana do município de Icó. Naraniú tem como principais vias de acesso á CE - 060 a famosa estrada do Algodão e suas estradas vicinais, no campo econômico destaca-se suas influências na Agropecuária e Piscicultura. No turismo evidencia-se a existência da Capela de São Caetano, em estilo barroco, edificada em 1762 e tombada pelo IPHAN em 2006 com mais de 252 anos e o Açude Ubaldinho. 
Com as definições do IBGE o município ficou assim definido, no quadro fixado para vigorar no período de 1944-1948, o município constituído de 5 distritos: Várzea Alegre, Calabaça (ex-Extrema), Ibicatu (ex-Fortuna), Naraniú (ex-São Caetano) e Riacho Verde. Em divisão territorial datada de 31-XII-1968, o município é constituído de 6 distritos: Várzea Alegre, Calabaça, Canindezinho, Ibicatu, Naraniú e Riacho Verde, contando com características físicas é existente o relevo: Serra dos Crioulos, Serra de São Caetano e Serra do Capão, a sua originalidade é indígena, os habitantes do distrito são denominados de naraniúenses.

## Capela de São Caetano
A Capela de São Caetano que integrava o engenho de mesmo nome, está situada sobre o nível médio de uma colina, voltada para uma casa de estilo arcaico, sendo separada pela rodovia CE-060, configurando-se uma visão do povoado que se desenvolve nos fundos do seu prédio.
O patrimônio para construção da Capela foi doado pelo Coronel João da Cunha Gadelha, ato datado de 30 de abril de 1735. Dono de muitas terras, através da compra de um novo sitio, batizado posteriormente de São Caetano, em homenagem a um mendigo que vivia de esmolas e se chamava Caetano.
Houve um intervalo de quase sete anos, entre a doação do patrimônio e o suposto térmico da construção da capela, ou seja, de 30 de abril de 1755 a 13 de fevereiro de 1762.
Como se sabe, São Caetano estava inserido nos limites da freguesia de Icó, onde proviam os padres que realizavam as celebrações, sendo o primeiro sacerdote a celebrar na Capela foi Francisco Callado Bitancout, substituído pelo Padre Pereira do Lago, até 1756. Francisco Callado voltou e ficou neste lugar até 1773, indo, depois, servir a Capela de São Vicente.
A Capela de São Caetano é prova do esforço colonizador setencista e patrimônio merecedor da total dedicação quanto a sua preservação, para que, quando gerações vindouras estiveram no seu recinto, sejam capazes de recriar em suas mentes o cotidiano daqueles que viviam seus primórdios, como ainda hoje é possível.
Há registros de sepultamentos no interior da Capela como era de costume da época, e hoje, o que gerou muitas lendas a respeito de botijas existentes no local.
Pela criação do município de Várzea Alegre em 10 de outubro de 1870, a Vila São Caetano, encravada no distrito de Naraniú, passou a pertencer a este município.
A Capela de São Caetano é uma construção de notável importância arquitetônica barroca, com reconhecida conservação, apresentando planta com nave, capelamor, sacristia e um pequeno cemitério nos fundos.
Toda a sua história desde a época colonial, despertou ao povo varzealegrense, e por extensão ao povo cearense, o desejo de mantê-la sempre conservada, dando a Várzea Alegre, um exemplar arquitetônico raro com traços da arte barroca da colonização do Brasil.
"Capela de São Caetano, patrimônio do povo cearense".

## Saúde
A Saúde do distrito de Naraniú é distribuída de forma regular, contando com duas Unidades Básicas de Saúde (UBS). As unidades estão instaladas na Vila São Caetano, sítio Novo Jordão e posto de saúde no sítio Fechado.

## Capelas
O distrito de Naraniú é também conhecido pela sua religiosidade, em termos de devoção e fé eucarística, sua área territorial compreende alguns templos que marcam e escrevem a história, as mesmas estão situadas em comunidades que agregam aglomerados de pessoas, sendo que suas localidades católicas são pertencentes a Paróquia São Raimundo Nonato, da Diocese de Crato no Ceará.
- Capela de São Francisco - Sitio Fechado;
- Capela de Nossa Senhora do Perpetuo do Socorro - Sitio Socorro;
- Capela de São Vicente de Paulo - Sitio Novo Jordão;
- Capela de Nossa Senhora das Graças - Sitio Lagoa Redonda;
- Capela de Menino Jesus de Praga - Sitio Mundo Novo de Baixo;
- Capela de Santa Luzia - Sitio Mundo Novo de Cima;
- Capela de São Caetano - São Caetano (sede do distrito);
- Capela de Imaculada Conceição - Sitio Brejo;
- Capela de Nossa Senhora Aparecida - Sitio Alto dos Andrés;
- Capela de São Francisco - Sitio Riacho do Meio dos Firminos;
- Capela de Nossa Senhora de Fátima - Sitio Mucuripe;
- Capela de Nossa Senhora Aparecida - Sitio Bacupari;

## Escolas
- Pedro Leandro da Silva - EEIF - Vila São Caetano;
- Celeste Correia Lima - EEF - Sítio Novo Jordão;
- Isabel Maria da Conceição - EEF -  Sítio Lagoa Redonda;
- Joaquim Antônio de Araújo - EEF - Sítio Mundo Novo;
- Maria Juvanir Lima Bezerra - EEF - Sítio Fechado;
- Raimundo Otoni de Carvalho - EEF - Sítio Brejo;
- Raimundo Pedro do Nascimento - EEF - Sítio Riacho do Meio dos Firminos;
- João Batista de Oliveira - EEF - Sítio Umari dos Carlos;
- Escola de Ensino Fundamental do Socorro - EEF - Sítio Socorro;

## Localidades
Alto dos Andrés, Aroeira, Bacupari, Barões, Barreiros, Barro Vermelho, Brejo, Cipó, Croatá, Fantasma, Fazenda, Fechado, Gato do Mato, João Ribeiro, Lagoa Redonda, Logradouro, Mucuripe, Mulungu, Mundo Novo, Novo Jordão, Pacheco, Paraíso dos Cavalos, Riacho do Meio, Saco, São Caetano, Sereno, Serraria, Sobradinho, Socorro, Trinta e Dois, Ubaldo, Ubaldinho, Umari dos Carlos, União e Várzea Grande.